# Ruellia pedunculosa
Ruellia pedunculosa är en akantusväxtart som först beskrevs av Christian Gottfried Daniel Nees von Esenbeck, och fick sitt nu gällande namn av Gustav Lindau. Ruellia pedunculosa ingår i släktet Ruellia och familjen akantusväxter. Inga underarter finns listade i Catalogue of Life.